# Anthophora fixseni
Anthophora fixseni är en biart som beskrevs av Morawitz 1876. Anthophora fixseni ingår i släktet pälsbin, och familjen långtungebin. Inga underarter finns listade i Catalogue of Life.